# NGC 4546
NGC 4546 (другие обозначения — MCG -1-32-27, UGCA 288, PGC 41939) — галактика в созвездии Девы.
Имеет сверхмассивную чёрную дыру в центре массой в 2,56⋅108 M⊙, следовательно, соответствует эмпирической зависимости между массой центральной чёрной дыры и дисперсией скоростей в центре, для этой галактики равной 241 км/с. Соотношение массы к светимости в фотометрической полосе R составляет 4,34 в единицах солнечной массы и светимости.
Количество шаровых скоплений в галактике оценивается как приблизительно 390, что довольно много для галактики с такими параметрами, как у NGC 4546. Кроме того, наблюдается несколько типов шаровых скоплений. Вероятно, эти особенности возникли при взаимодействии галактик, которое также привело к формированию ультракомпактного карликового спутника NGC 4546-UCD1.
Этот объект входит в число перечисленных в оригинальной редакции «Нового общего каталога».